# Sữa yến mạch

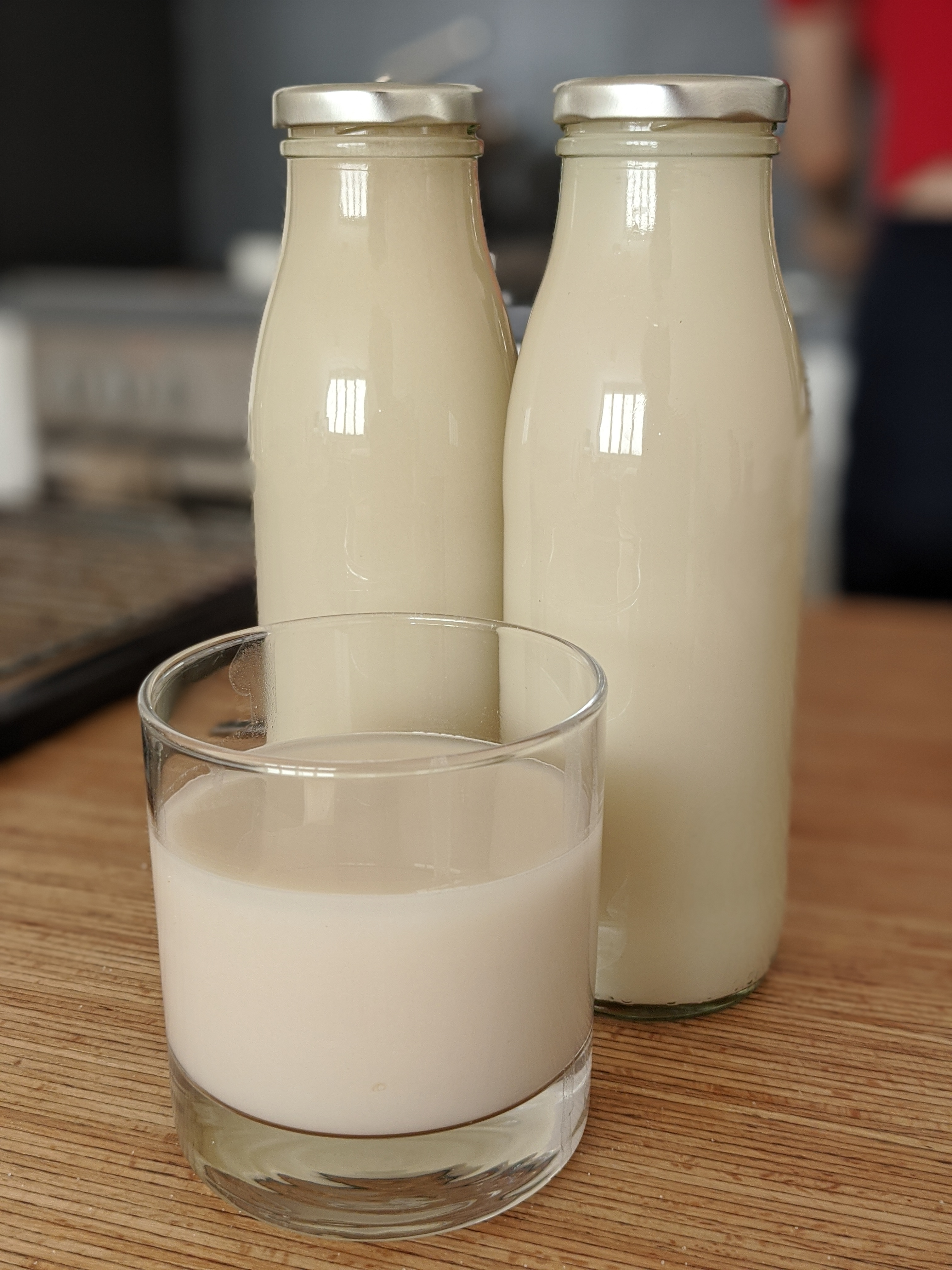
Sữa yến mạch

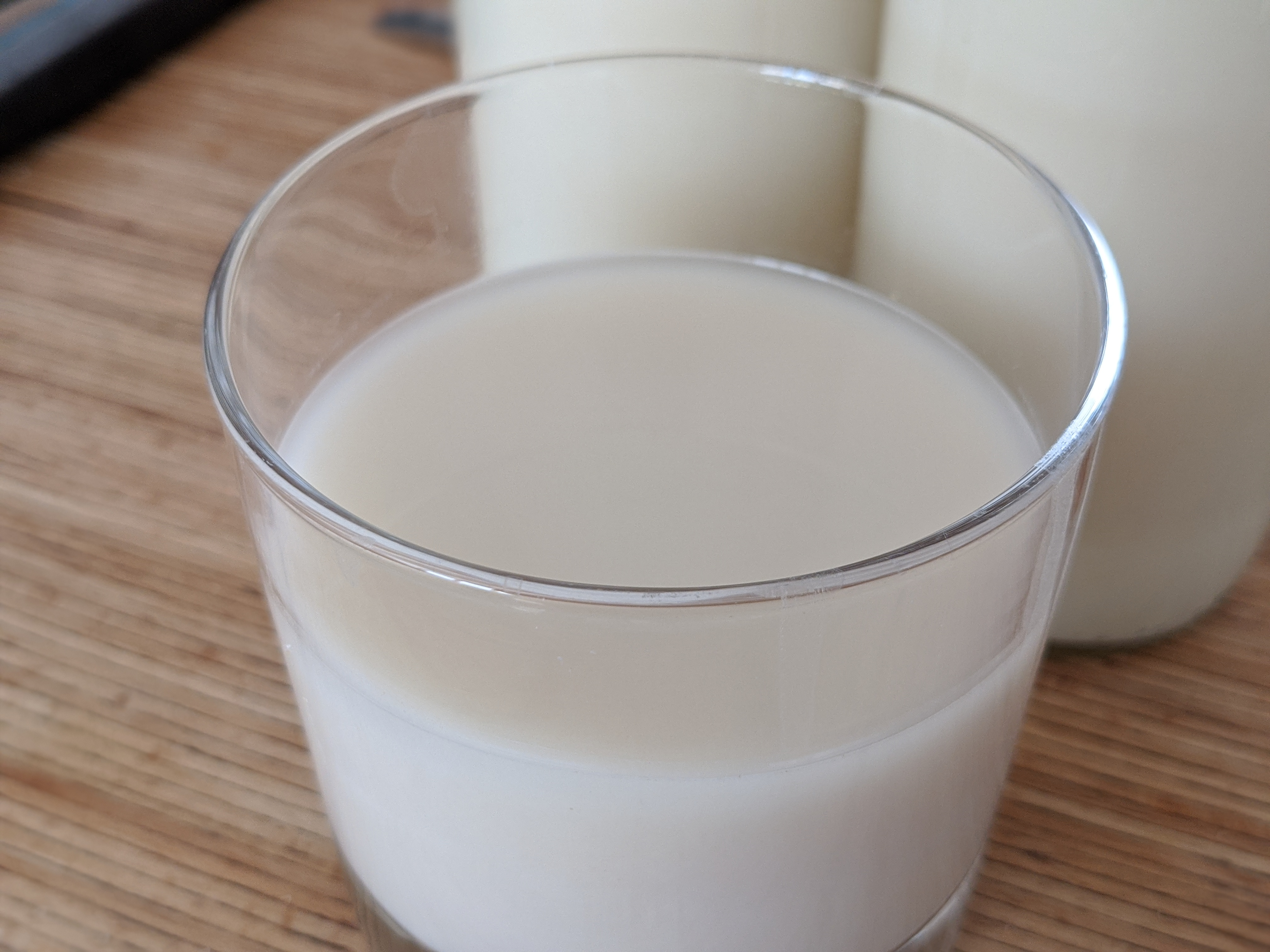
Một ly sữa yến mạch

Sữa yến mạch (Oat milk) là một loại sữa thực vật có nguồn gốc từ loại ngũ cốc yến mạch (Avena spp.) nguyên hạt bằng cách chiết xuất nguyên liệu thực vật bằng nước. Sữa yến mạch có kết cấu thể kem và hương vị nhẹ giống như bột yến mạch và được sản xuất với nhiều hương vị khác nhau, chẳng hạn như có loại có đường, không đường, hương vani và hương sô cô la. Không giống như các loại sữa thực vật khác có nguồn gốc từ thế kỷ XIII thì sữa yến mạch được phát triển vào những năm 1990 do công của nhà khoa học người Thụy Điển Rickard Öste. Trong giai đoạn 2017–2019, doanh số bán sữa yến mạch tại Hoa Kỳ đã tăng gấp 10 lần và một nhà sản xuất lớn là Oatly đã báo cáo doanh số bán hàng trên toàn thế giới tăng gấp ba lần. Tính đến cuối năm 2020, thị trường sữa yến mạch đã trở thành thị trường lớn thứ hai trong số các loại sữa thực vật tại Hoa Kỳ, sau thị trường dẫn đầu là sữa hạnh nhân, nhưng vượt qua doanh số bán sản phẩm sữa đậu nành. Đến năm 2020, các sản phẩm từ sữa yến mạch bao gồm kem cà phê, sữa chua thay thế, kem và sô cô la. Sữa yến mạch có thể được dùng để thay thế sữa trong chế độ ăn thuần chay hoặc trong trường hợp bệnh lý không dung nạp sữa, chẳng hạn như không dung nạp lactose hoặc dị ứng sữa bò. So với sữa và các loại đồ uống có nguồn gốc thực vật khác, sữa yến mạch có tác động môi trường tương đối thấp do nhu cầu về đất và nước để sản xuất tương đối thấp.